# Angelbachtal
Angelbachtal is een plaats in de Duitse deelstaat Baden-Württemberg, en maakt deel uit van de Rhein-Neckar-Kreis.
Angelbachtal telt 5.119 inwoners.
Angelbachtal is in 1972 met de (op het kaartje in het kader afwijkend gekleurde) gemeentes Zuzenhausen en Sinsheim een zogenaamde vereinbarte Verwaltungsgemeinschaft aangegaan, waarbij Sinsheim de erfüllende Gemeinde is. Dit is een alleen in Baden-Württemberg bestaande vorm van bestuurssamenwerking. Daarbij neemt Sinsheim een aantal gemeentelijke bevoegdheden en taken over van Zuzenhausen en Angelbachtal.

## Delen van de gemeente
Begin 1972 is de gemeente ontstaan als fusiegemeente van Eichtersheim en het iets ten zuiden daarvan gelegen Michelfeld. De twee dorpen zijn na plm. 1965 door nieuwbouwwijken aan elkaar gegroeid.

## Infrastructuur
Te Eichtersheim takt de Bundesstraße 292 af van de westelijk naar Rauenberg en noordoostelijk naar Sinsheim lopende Bundesstraße 39.
Eichtersheim heeft een van maandag t/m zaterdag tamelijk frequente streekbusverbinding met station Sinsheim Hbf. (uurdienst).

## Bezienswaardigheden

### Kerkgebouwen
- Protestantse kerk (Michelfeld)
- Protestantse kerk (Eichtersheim)

aan de eredienst onttrokken:
- Slotkerk (Eichtersheim)

### Kastelen
- Kasteel Michelfeld (1759), in gebruik als event location voor bruiloften, congressen enz.
- Kasteel Eichtersheim, in gebruik als gemeentehuis, politiebureau en restaurant; het wordt omgeven door een fraai, 7 hectare groot, kasteelpark.

## Geschiedenis en economie
Zie ook: Kraichgau.
In de 9e eeuw komen de beide dorpen (Uhtritesheim en Michilunfelt), gelegen aan de beek Angelbach, reeds voor in een aantekening in de Codex Laureshamensis. In de 15e eeuw was het gebied een leen van de Keur-Palts; vanaf 1541 werd Eichtersheim bestuurd door de protestantse baronnen Von Venningen (die in de 16e eeuw het nog bestaande kasteel Eichtersheim lieten bouwen), Michelfeld meestentijds door die van Gemmingen; deze heren lieten ook Kasteel Michelfeld in 1759 slopen en herbouwen. De -meestentijds arme- dorpen hadden veel te lijden van oorlogsgeweld in de 17e eeuw. In de 18e eeuw maakte het deel uit van het Ridderkanton Kraichgau. Vanaf 1806 lagen de dorpen in het Groothertogdom Baden, dat in 1871 onder controle van het Duitse Keizerrijk kwam. De gemeente was tot circa 1965 sterk agrarisch getint; nadien ontstonden nieuwbouwwijken voor woonforensen met een betrekking in steden in de omgeving. Tot op heden is Angelbachtal een forensengemeente.

## Afbeeldingen

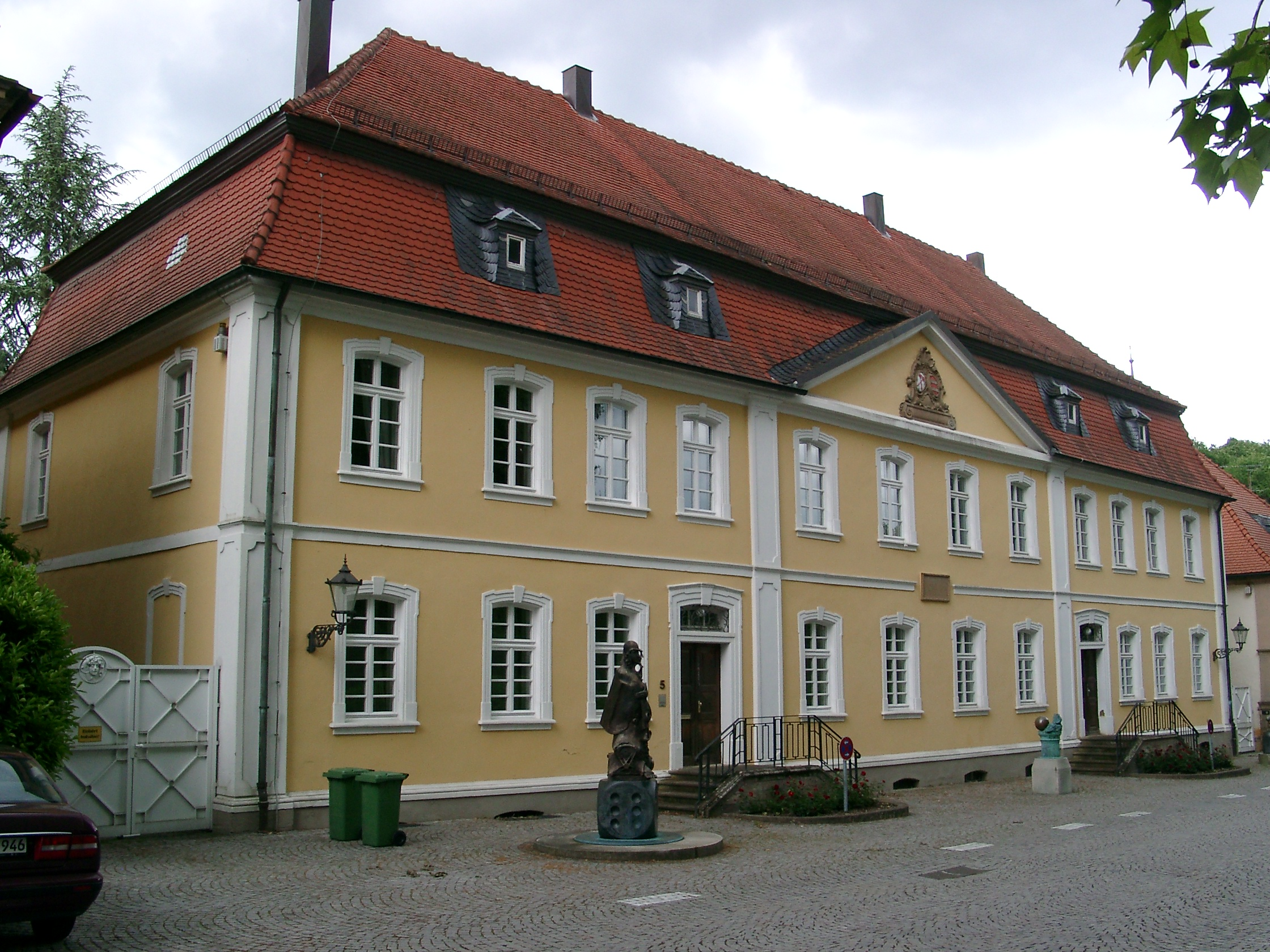
Eichtersheim, Friedrich-Hecker-huis (1779)
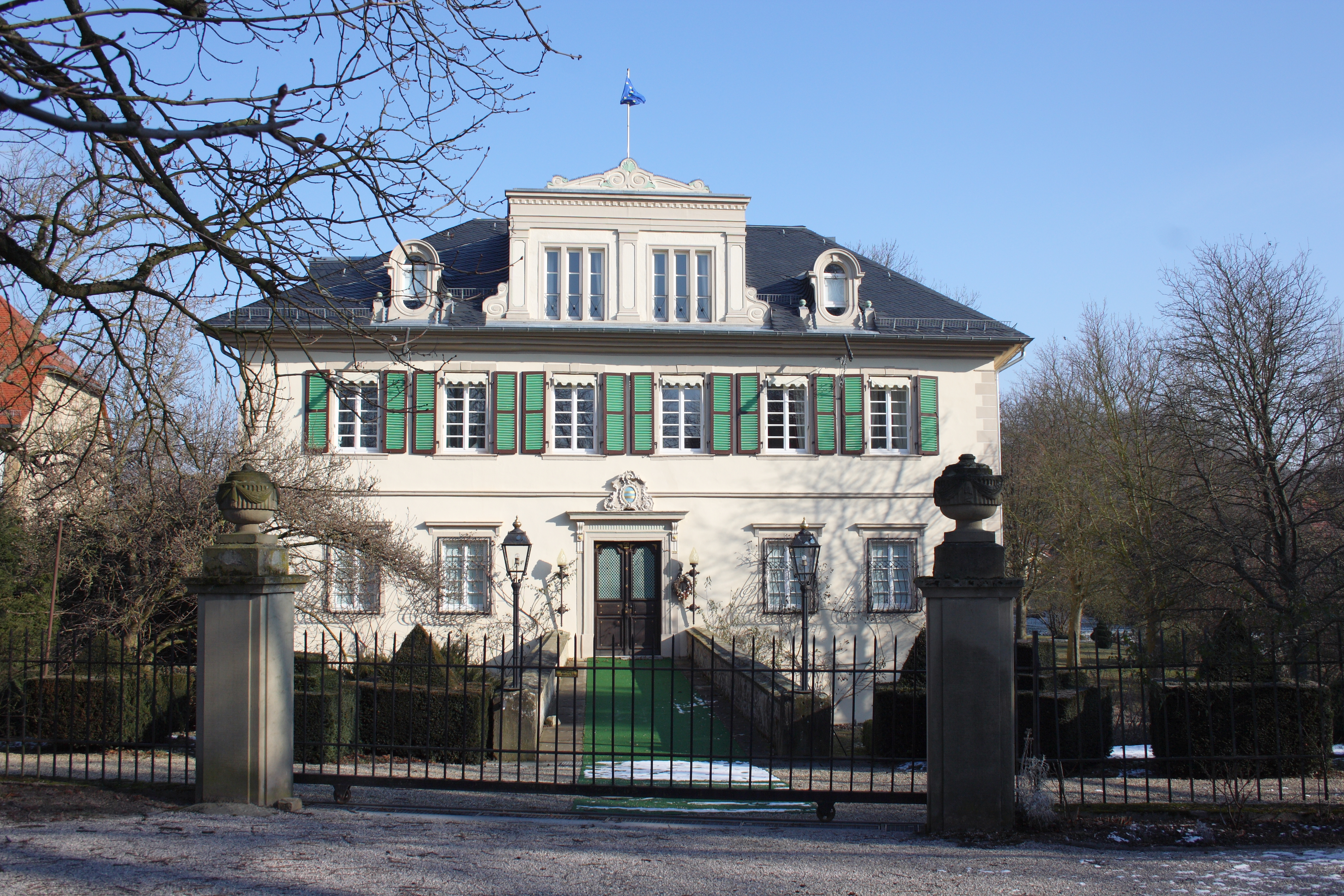
Kasteel Michelfeld
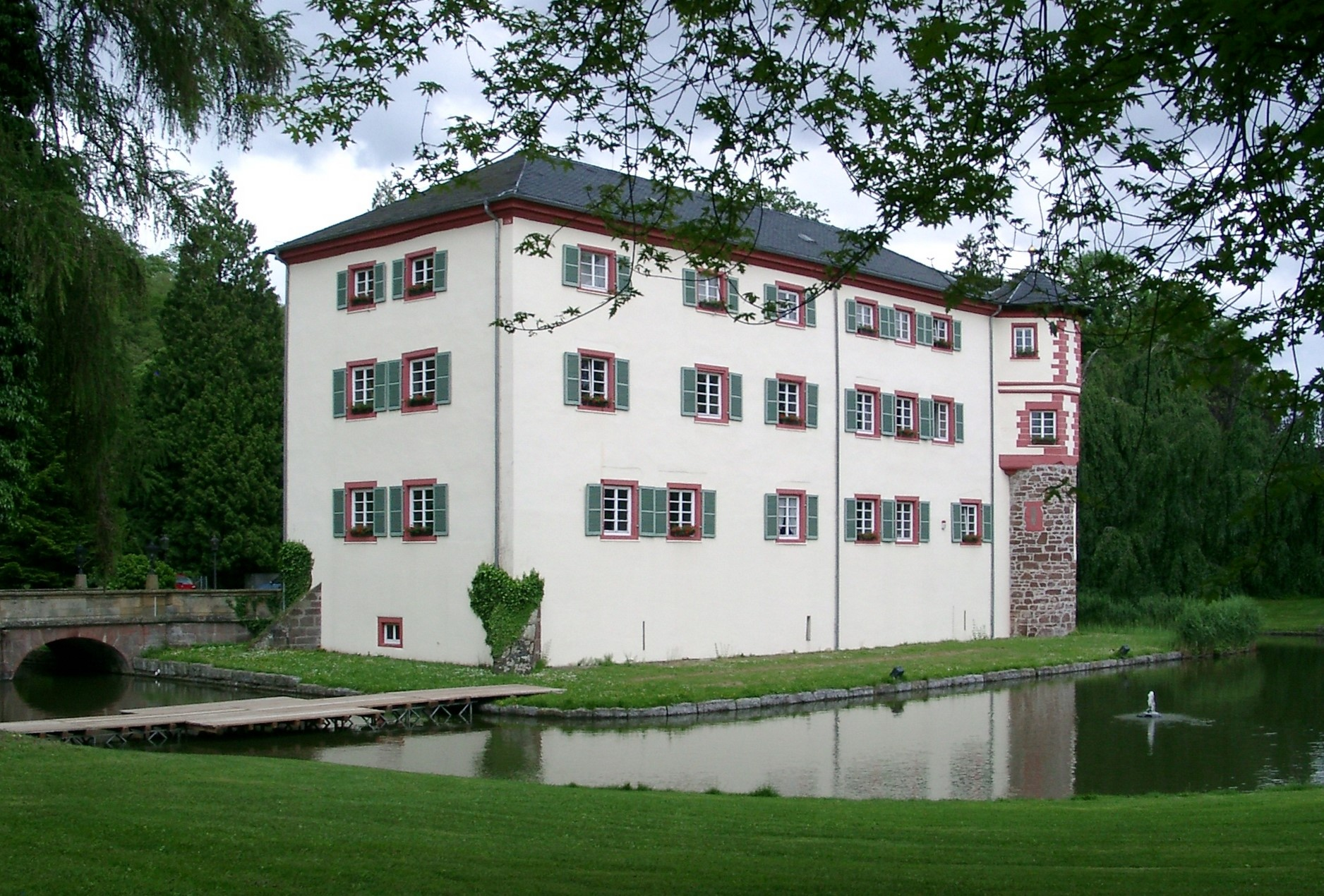
Kasteel Eichtersheim
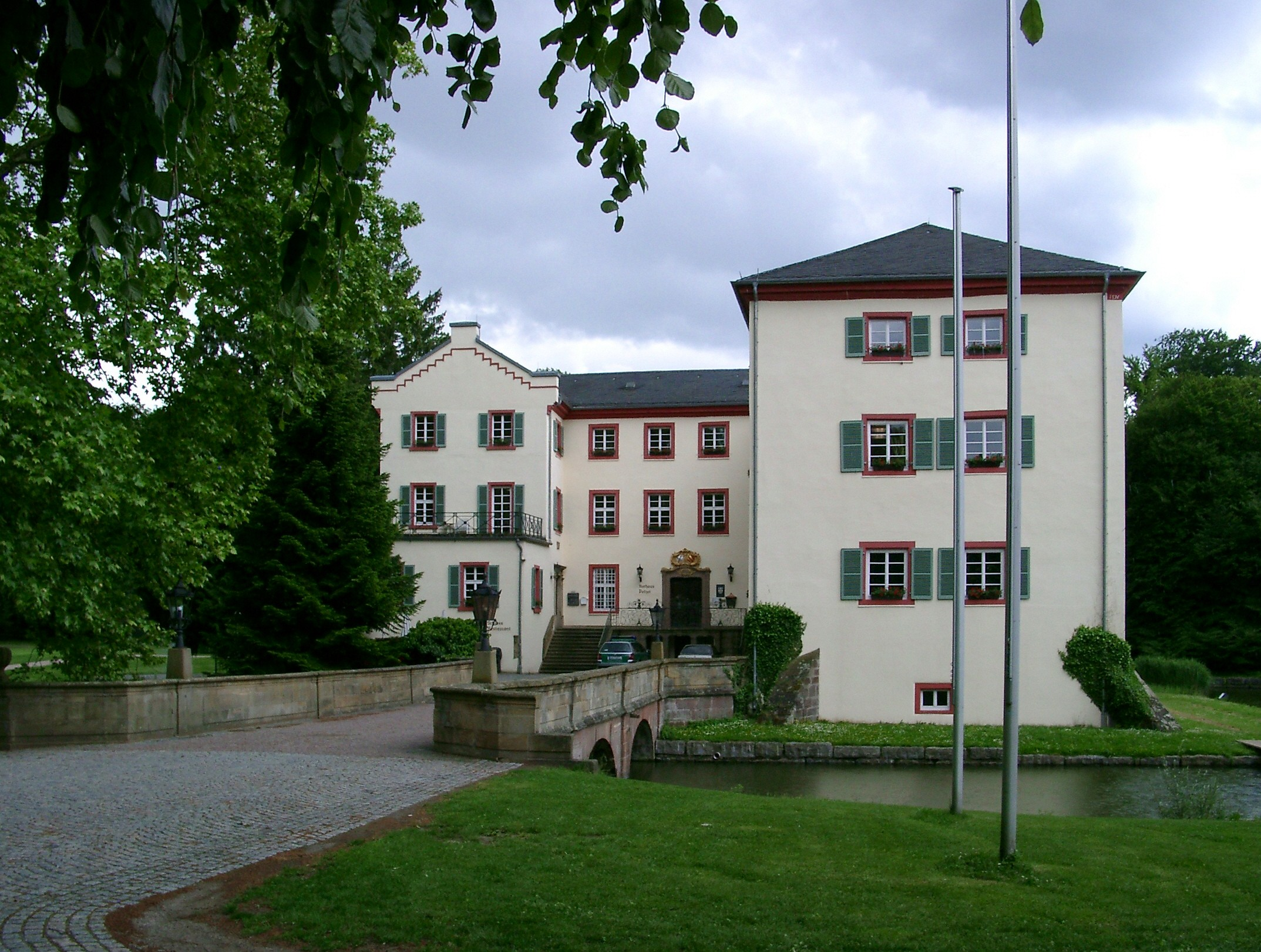
Brug over de slotgracht en ingang van dit kasteel
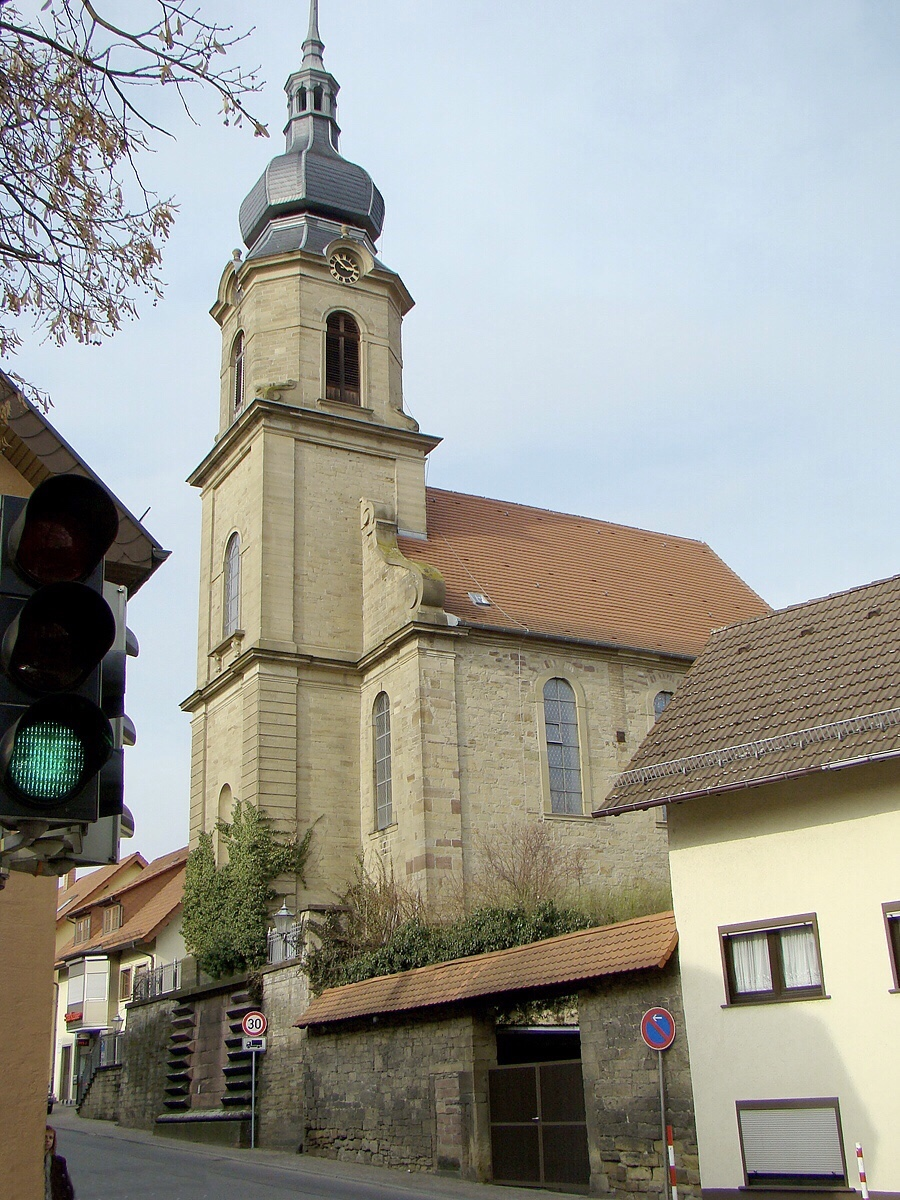
Eichtersheim, evang.-lutherse kerk (1792)
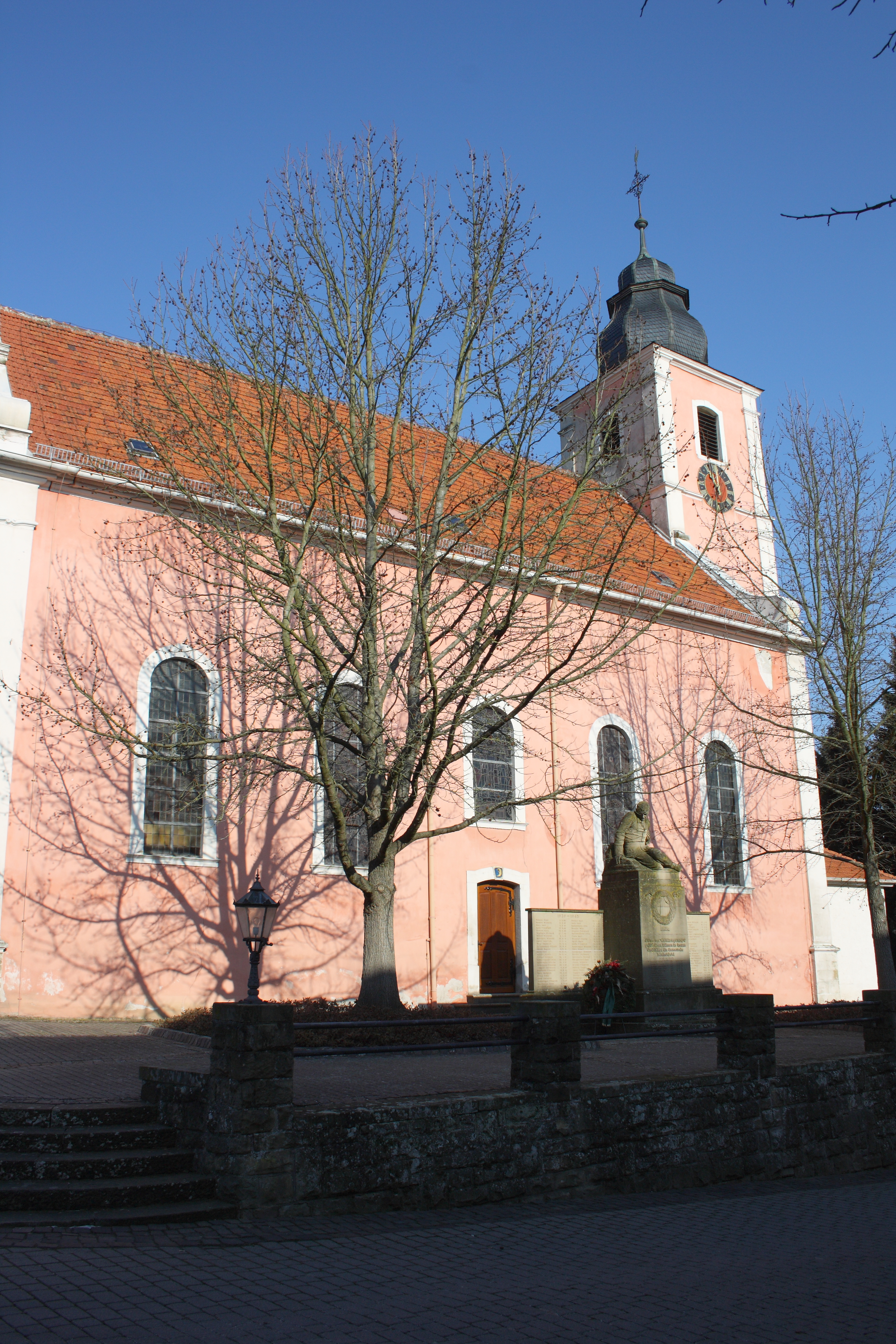
Michelfeld, evang.-lutherse kerk (1767)
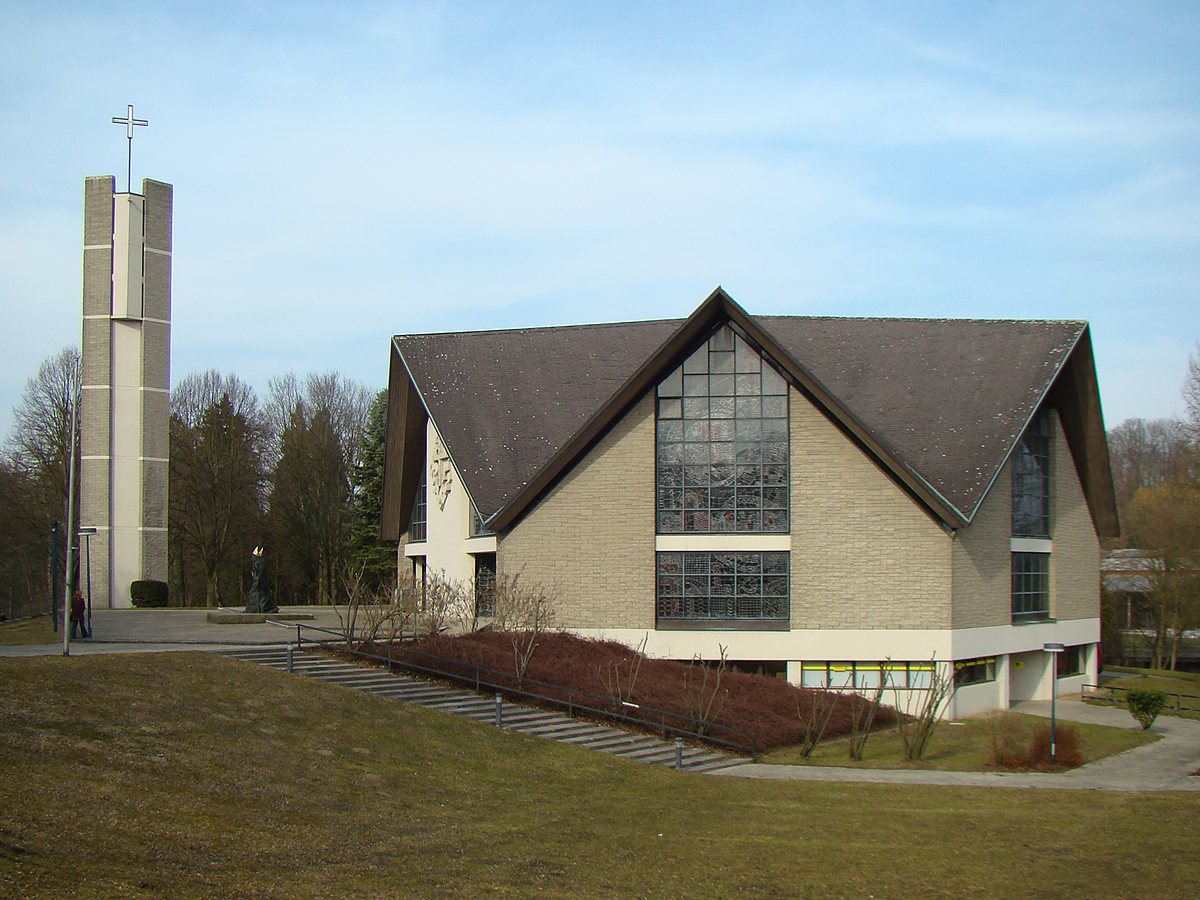
R.K. Heilig-Kruiskerk (1968), tussen de twee dorpskernen in

## Belangrijke personen met betrekking tot de gemeente
- Friedrich Hecker (* 28 september 1811 in Eichtersheim; † 24 maart 1881 in Summerfield, Illinois, Verenigde Staten) was een belangrijk radicaal-democratisch politicus tijdens de Maartrevolutie van 1848. Van 13 tot 27 april probeerde Hecker met geestverwanten in het Groothertogdom Baden de monarchie ten val te brengen. Deze mislukte staatsgreep staat in de Duitse geschiedenis als Hecker-opstand te boek. Daarna emigreerde Hecker naar de Verenigde Staten en nam als officier in het leger van de Noordelijke Staten deel aan de Amerikaanse Burgeroorlog.